# Autodromo Internazionale del Mugello
A Mugello Circuit (olaszul: Autodromo Internazionale del Mugello)  egy versenypálya, mely Olaszországban, Mugello tartományban helyezkedik el Firenze közelében. Tulajdonosa a Ferrari. A pálya 5,245 km hosszú, 15 kanyarral és egy hosszú egyenessel rendelkezik. Ezen a pályán gyakran kerül megrendezésre a MotoGP minden kategóriájának versenye, a DTM, és a Superbike. A Formula–1-es szezonok előtt tesztelésre (Ferrari) is használják. 1974-ben építették meg a mai pálya elődjét, előtte utcai pályán versenyeztek Mugellóban.
Hivatalos Formula–1-es futamot 2020-ban rendeztek rajta szeptember 13-án, toszkán nagydíj néven. 

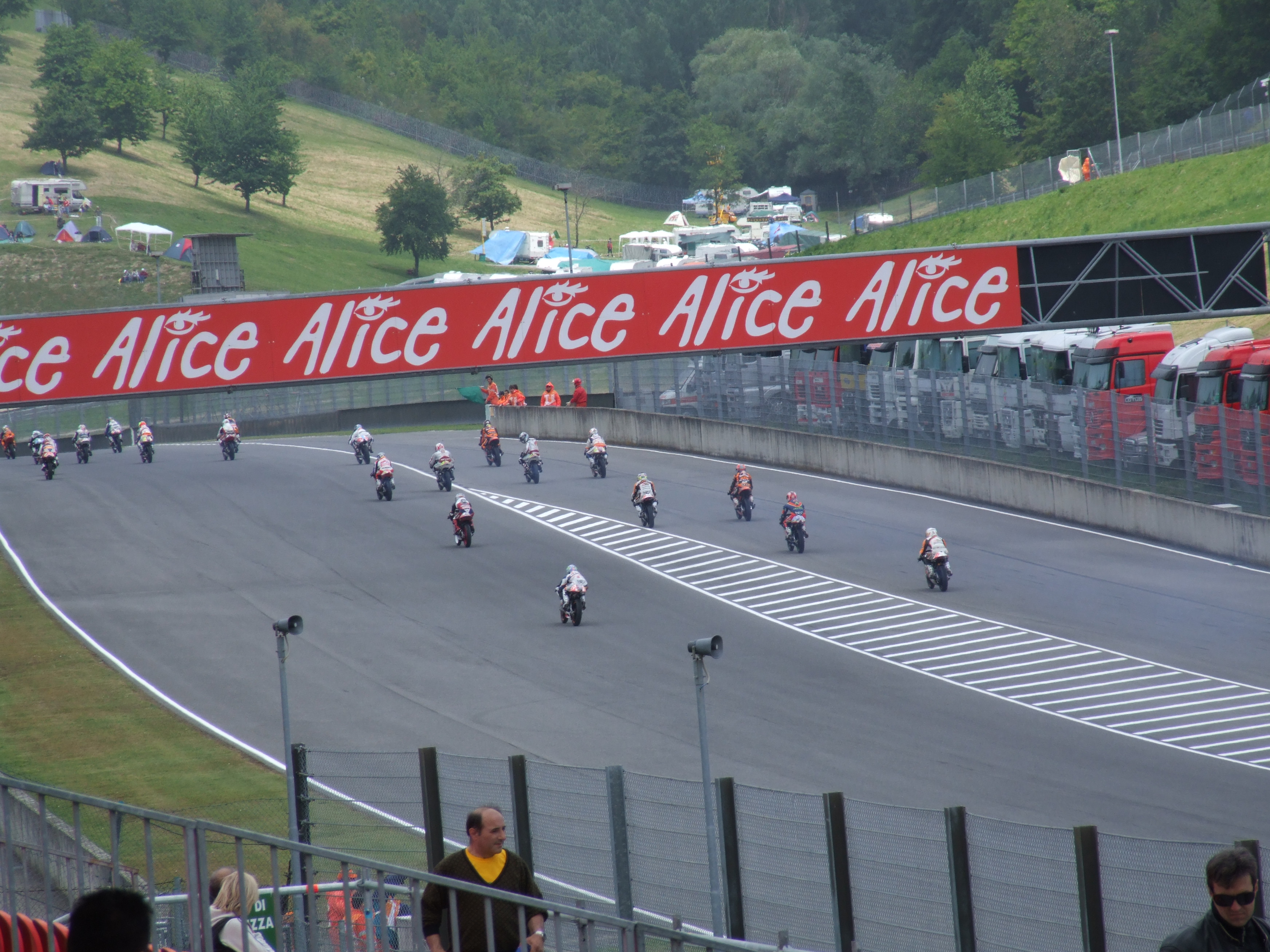
A célegyenes

## Külső hivatkozások
- Versenypálya a grandprix.com honlapon